# Arcayos
Arcayos es una localidad española perteneciente al municipio de Villaselán, en la provincia de León, comunidad autónoma de Castilla y León.

## Geografía

### Ubicación
| Noroeste: Castromudarra            | Norte: Villaverde de Arcayos | Noreste: Villaverde de Arcayos |
| Oeste: Villamartín de Don Sancho   |                              | Este: Valdavida                |
| Suroeste Villamartín de Don Sancho | Sur: Villaselán              | Sureste: Villaselán            |

## Demografía
Evolución de la población
| Gráfica de evolución demográfica de Arcayos entre 2000 y 2014      |
|                                                                    |
| Población de derecho (2000-2014) según el padrón municipal del INE |